# منطقة وصاية قاروت
منطقة وصاية قاروت (بالإندونيسية: Kabupaten Garut)‏ هي منطقة وصاية تقع في جاوة الغربية بإندونيسيا.عدد سكانها حسب أحدث تقدير رسمي في يناير 2014 كان 2,585,423 نسمة ومساحتها 3,074.07 كم2. العاصمة هي مدينة قاروت.

## أعلام
- ياندي منور